# Habronattus fallax
Habronattus fallax är en spindelart som först beskrevs av George William Peckham och Elizabeth Maria Gifford Peckham 1909.  Habronattus fallax ingår i släktet Habronattus och familjen hoppspindlar. Inga underarter finns listade i Catalogue of Life.